# Жайилминський сільський округ (Жанакорганський район)
Жайилми́нський сільський округ (каз. Жайылма ауылдық округі, рос. Жайылминский сельский округ) — адміністративна одиниця у складі Жанакорганського району Кизилординської області Казахстану. Адміністративний центр та єдиний населений пункт — село Жайилма.
Населення — 1489 осіб (2021; 1242 у 2009, 1145 у 1999, 938 у 1989).
Станом на 1989 рік існувала Жаїлминська сільська рада (села Жайлма, Канди-Кудик, Красна Звєзда, Леніна). Пізніше село Жайлма утворило окремий Жайилминський сільський округ.